# Northeast Arm (Port Howe)
Northeast Arm (do 1 czerwca 1976 obszar ujściowy Kyak Brook) – zatoka (arm) zatoki Port Howe w kanadyjskiej prowincji Nowa Szkocja, w hrabstwie Guysborough; nazwa Kyak Brook urzędowo zatwierdzona 6 listopada 1952.